# Камењицки Шенов
Камењицки Шенов (чеш. Kamenický Šenov) град је у Чешкој Републици. Град се налази у управној јединици Либеречки крај, у оквиру којег припада округу Чешка Липа.

## Становништво
Према подацима о броју становника из 2014. године град је имао 4.034 становника.